# Střední průmyslová škola stavební České Budějovice
Střední průmyslová škola stavební v Českých Budějovicích je veřejná škola. Zřizovatelem této školy jako příspěvkové organizace je Jihočeský kraj. Škola umožňuje studentům bezplatné čtyřleté studium zakončené maturitní zkouškou. Je určeno pro chlapce a dívky, kteří ukončili devátý ročník základní školy a pro uchazeče po vyučení.
Škola si za dobu své stoleté působnosti na jihu Čech vytvořila významné postavení[zdroj?] ve výuce studentů odborně připravených pro praktickou stavební činnost. A nyní patří mezi velmi žádané prestižní[zdroj?] střední školy v Českých Budějovicích. Mnozí absolventi této školy pokračovali ve studiu stavitelství i architektury na některé z vysokých škol a ve své profesi často dosáhli značných úspěchů.[zdroj?]

## Lokace
Budova Střední průmyslové školy stavební se nachází velmi blízko centra, severozápadně od historické části města České Budějovice. Škola sídlí v rohové budově Resslovy a Klavíkovy ulice. Vchod pro studenty je v Klavíkově ulici, vchod pro návštěvy a učitele je v Resslově ulici.

## Dějiny

### První polovina 20. století
Střední průmyslová škola stavební v Českých Budějovicích byla slavnostně otevřena 2. října 1910. Do začátku I. světové války se škola rychle rozvíjela, měla každý rok průměrně 280 žáků. Na pedagogy byly kladeny vysoké nároky. Museli vyučovat až 10 předmětů. Vyučovalo se v neděli od 8 do 12 hodin, ve všední dny od 13.30 do 19 hodin. Některé kurzy se konaly i o prázdninách. Během I. světové války se počet vyučujících i žáků se snížil na minimum a budova školy byla zabrána pro vojenské účely. V roce 1927 došlo k změně názvu na „První státní průmyslová škola v Českých Budějovicích“. V roce 1928 do školy docházelo asi 500 žáků v 19 třídách, ale měli k dispozici pouze 8 učeben. Vyučování probíhalo střídavě. Vznikla naléhavá potřeba rozšíření školy. Ta byla v roce 1932 zvětšena o první přístavbu v délce jedné učebny ve všech patrech do Klavíkovy ulice.

#### 1939–1945
Oběťmi nacistického okupačního režimu se stali dva profesoři školy. Ing. arch. Dr. Karel Chochola byl popraven za odbojovou ilegální činnost v Táboře v roce 1942 a Ing. arch. Hugo Foltýn zahynul v koncentračním táboře Buchenwald při náletu v roce 1944. Oběma byla 22. října 1947 odhalena pamětní deska ve vestibulu školy.
5. února 1941 byla budova školy předána německé vojenské branné moci. Škola byla během jednoho dne přeměněna v kasárna. Ze tříd vznikly vojenské ložnice, z kabinetů skladiště a z prádelny ředitele vojenská kuchyně. Výuka pokračovala v provizorních učebnách v několika budovách města.
1. září 1945 se výuka navrátila do budovy v Resslově ulici, dílny zůstaly ve Staroměstské ulici. Pro nedostatek prostorů se muselo učit na dvě směny. Byla obnovena předválečná struktura školy s názvem Státní průmyslová škola stavební v Českých Budějovicích. Proto byly v roce 1948 přistaveny učebny a dílny v budově školy směrem do Resslovy ulice.

### 50. a 60. léta
Do vzdělávacího systému zavedeny střední odborné školy, změna názvu školy na Střední průmyslovou školu stavební v Českých Budějovicích. Mezi lety 1964–1965 byla realizována přístavba dílen a tělocvičny s příslušenstvím.

### 70. a 80. léta
Začátkem 80. let navštěvovalo 698 žáků (z toho 175 dívek) denní studium ve 20 třídách a 306 žáků (z toho 31 žen) studium při zaměstnání ve 13 třídách. 1. ročníky se kvůli nedostatku místností učily v budově základní devítileté školy, později gymnázia v České ulici. V roce 1984 proběhlo slavnostní otevření přístavby školy, které dominuje velká aula. V roce 1985 se ve škole začíná pracovat na prvních dvou počítačích  IQ 151. Od roku 1989 vznik nového čtyřletého oboru geodézie, který se otevírá jednou za čtyři roky.
Listopadové události v roce 1989 se promítly i do života školy. Vedení školy diskutovalo se žáky o situaci po 17. listopadu. Řada hodin byla věnována besedám se studenty českobudějovických vysokých škol a s herci Jihočeského divadla. 25. listopad 1989 se škola účastnila generální stávky.

### 90. léta
V roce 1990 denní studium navštěvovalo asi 600 žáků a studium při zaměstnání 120. Od roku 1992 otevření nového oboru stavební obnova jako pomaturitního specializačního studia. Proběhl pouze jedenkrát. Také byla ukončena výuka ruského jazyka. V roce 1994 došlo k rekonstrukcí rýsoven a vzniku dvou nových ateliérů. Také byla dokončena přestavba laboratoří chemie. V roce 1994 došlo k zahájení výstavby areálu praktického výcviku v prostorách firmy Akuterm. Slouží k výuce stavební praxe dodnes. V roce 1998 došlo k postavení unikátní učební pomůcky pro demonstrování hydrodynamických jevů, tzv. Líkařův průtokový žlab. Také byla zřízena studovna při informačním středisku s možností přístupu na internet.

### 21. století
V roce 2001 proběhla oprava fasády školy. 21. března 2002 proběhl 1. ročník celostátní soutěže pro studenty SPŠ stavebních v grafických programech, pořádaný touto školou. Soutěžící z celé republiky i ze Slovenska přijíždějí dodnes. V roce 2007 byly nainstalovány interaktivní tabule do tří učeben. Veškerá pedagogická dokumentace je vedena přes informační systém BAKALÁŘI s možností kontroly klasifikace a absence pro rodiče online. V letech 2007–2009 probíhala na škole rekonstrukce střechy, tělocvičny a schodiště. V roce 2010 oslavila škola 100 let svého působení.

## Současnost

### Vybavení

#### ICT – informační a komunikační technologie
Z hodnocení stávajícího stavu prostředků informačních a komunikačních technologií, kterými Střední průmyslová škola stavební disponuje, vyplývá, že vybavení školy je v oblasti ICT velmi blízké standardu, požadovaného MŠMT. Přesto bude nutno vynaložit ještě mnoho finančních prostředků k dosažení cílového stavu.
Tato oblast však trvale trpí rychlým morálním zastaráváním informační a komunikační techniky i programového vybavení a stálou potřebou doškolování učitelů v moderních technologiích.

#### Učebny
Výuce jazyků je věnována velká pozornost. Žáci si mohou zvolit studium německého nebo anglického jazyka. Jazykové učebny jsou vybaveny audio i videotechnikou, v softwarovém vybavení počítačů jsou výukové programy.

#### Aula
Přednášková aula má kapacitu 110 posluchačů. Je vybavena novým dataprojektorem s velkou projekční plochou a je ozvučena. K projekci lze využít počítač s připojením na Internet nebo videopřístroj.

#### Geodézie
Pro výuku geodézie má škola dobré měřické vybavení. Pro základní výuku polohového a výškového měření jsou k dispozici teodolity a nivelační přístroje pro technickou a přesnou nivelaci. Výuka měření moderní technikou, založenou na elektrooptickém měření vzdáleností s automatickou registrací měřených dat je umožněna třemi totálními stanicemi: Sokkia SET 6E s polním elektronickým zápisníkem Sokkia SDR 31, bezhranolovou stanicí Sokkia SET 530R a stanicí od firmy Topcon GPT 2006. Učebna výpočetní techniky VT3 je pro studenty oboru geodézie vybavena grafickým programem BEN MicroStation a výpočetním programem Geus.

#### Tělesná výchova
Pro tělesnou výchovu žáků je k dispozici nově revitalizovaná tělocvična, která umožňuje věnovat se nejen prostným cvičením a lehkoatletickým disciplínám, ale svou rozlohou také míčovým hrám.
K dispozici je fitcentrum, kde se mohou jak žáci, tak i vyučující, věnovat ve svém osobním volnu posilování. Pro soukromou aktivitu studentů je v provozu gymnastický sál, v němž mohou studenti v době volna využívat také tří stolů pro stolní tenis.

#### Odborná praxe
Laboratoře jsou významnou součástí vybavení školy. Pro praktickou výuku odborných předmětů stavebních oborů jsou k dispozici:
- laboratoř chemie
- laboratoř betonu
- laboratoř mechaniky zemin
- laboratoř stavebních materiálů
- vodohospodářská laboratoř

Stavební praxe probíhá po dobu celého školního roku v průběhu prvních třech ročníků studia. Odborný výcvik je soustředěn do nově vybudované haly na Novohradské ulici č. 15. Halu postavili studenti pod dohledem učitelů v rámci své odborné praxe. Zázemí haly tvoří sociální zařízení a šatny.

### Obory vzdělání
Střední průmyslová škola stavební v Českých Budějovicích má akreditované studium dvou oborů vzdělání:

#### Stavebnictví (obor vzdělání 36-47-M/01) v pěti zaměřeních
Obor Stavebnictví se od 3. ročníku dělí na tato zaměření: architektonická tvorba, pozemní stavby, stavební obnova, dopravní stavby a vodohospodářské stavby.

#### Geodézie a katastr nemovitostí (obor vzdělání 36-46-M/01)
Studium oboru Geodézie a katastr nemovitostí je otevřeno pouze v denním studiu, a to v řádném čtyřletém pro žáky, kteří ukončili povinnou školní docházku.